# Hoàn ngọc đỏ
Hoàn ngọc đỏ, danh pháp khoa học hai phần là Strobilanthes schomburgkii. Cây này hay bị nhầm lẫn thành Pseuderanthemum bracteatum (Xuân hoa lá hoa). Đây là một loài thực vật trong  họ Acanthaceae..

## Hình ảnh

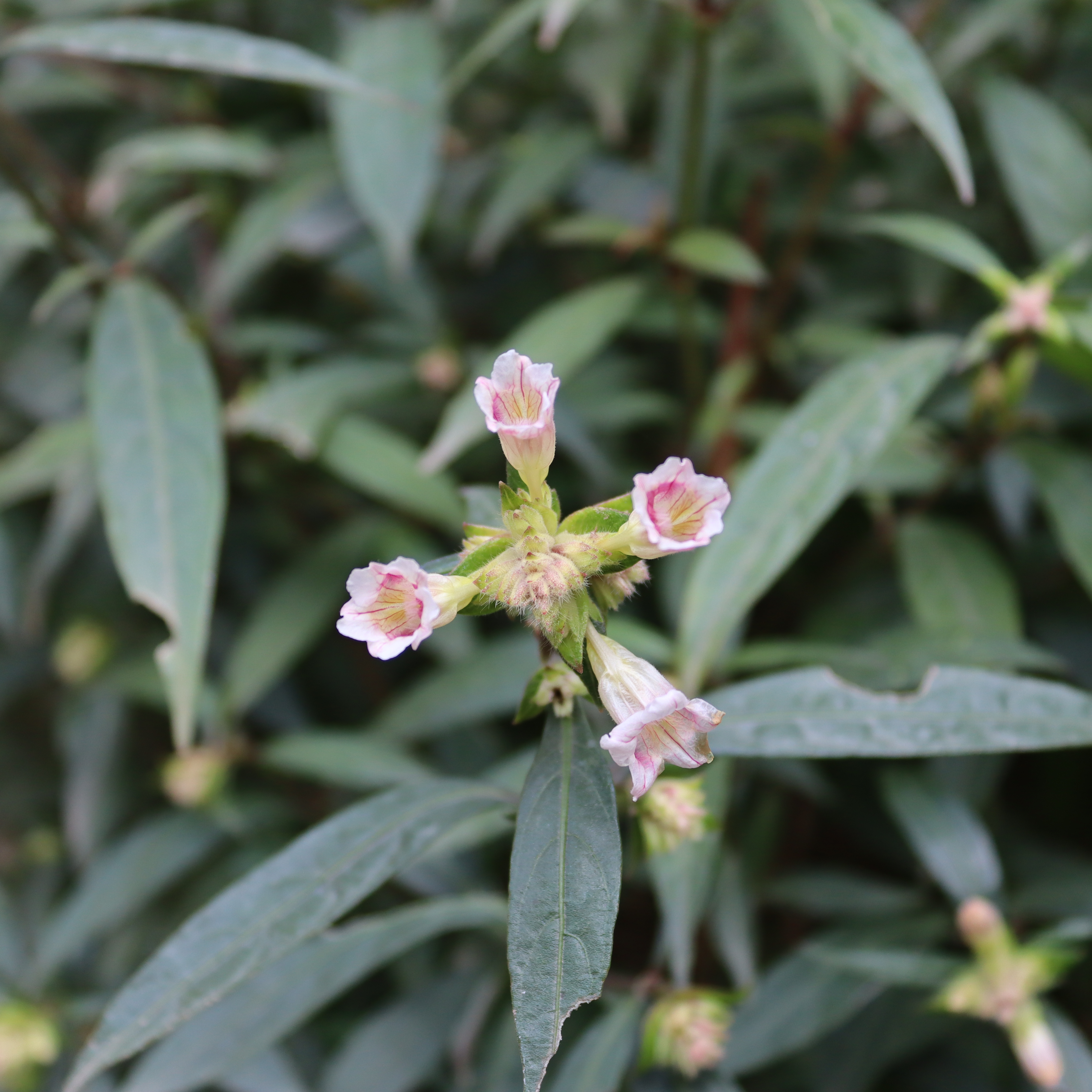
Cánh hoa màu trắng hồng, dài cỡ 2,5 - 3 cm
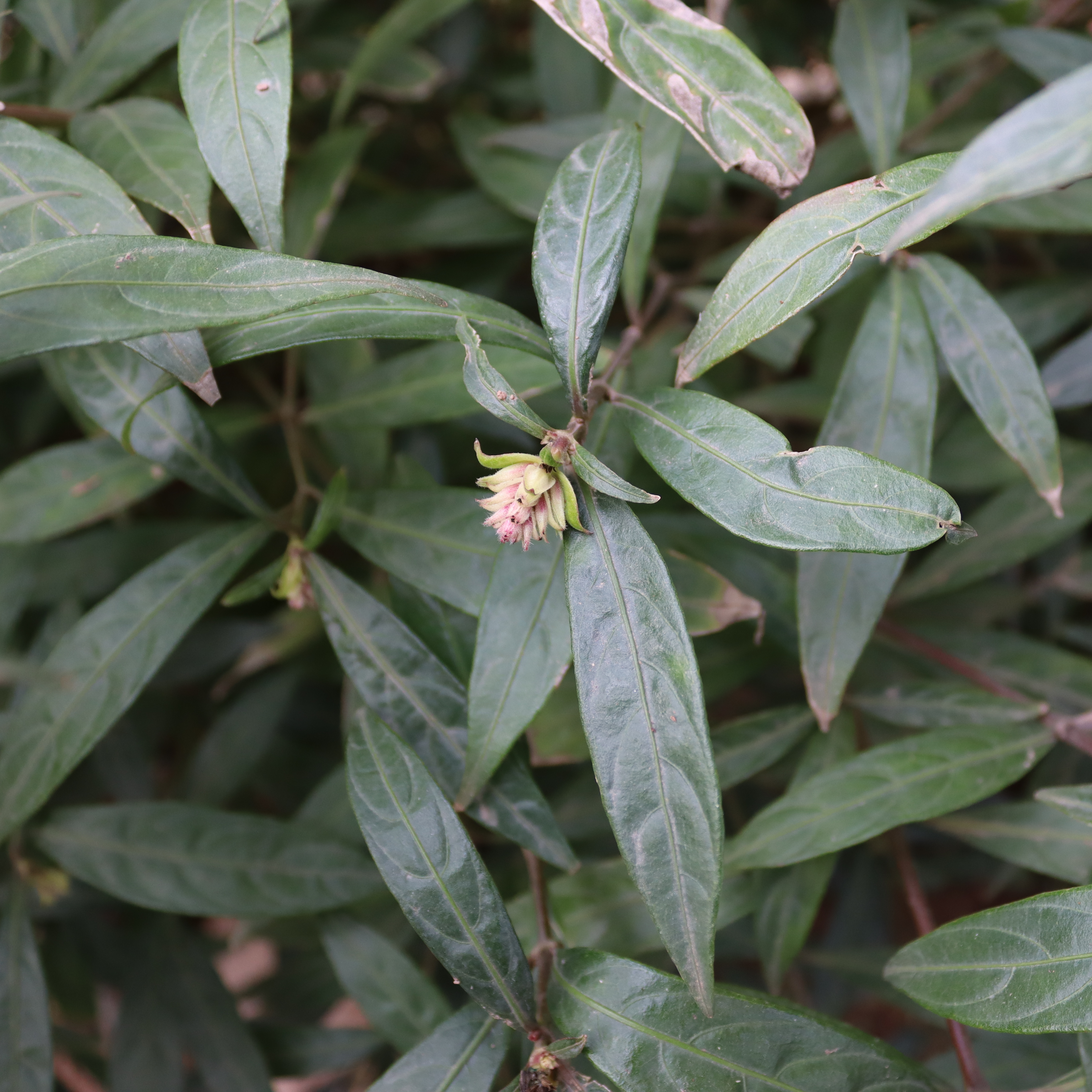
Phiến lá hình mác, cỡ 4 - 15 x 1 - 3 cm, hai mặt lá nhẵn
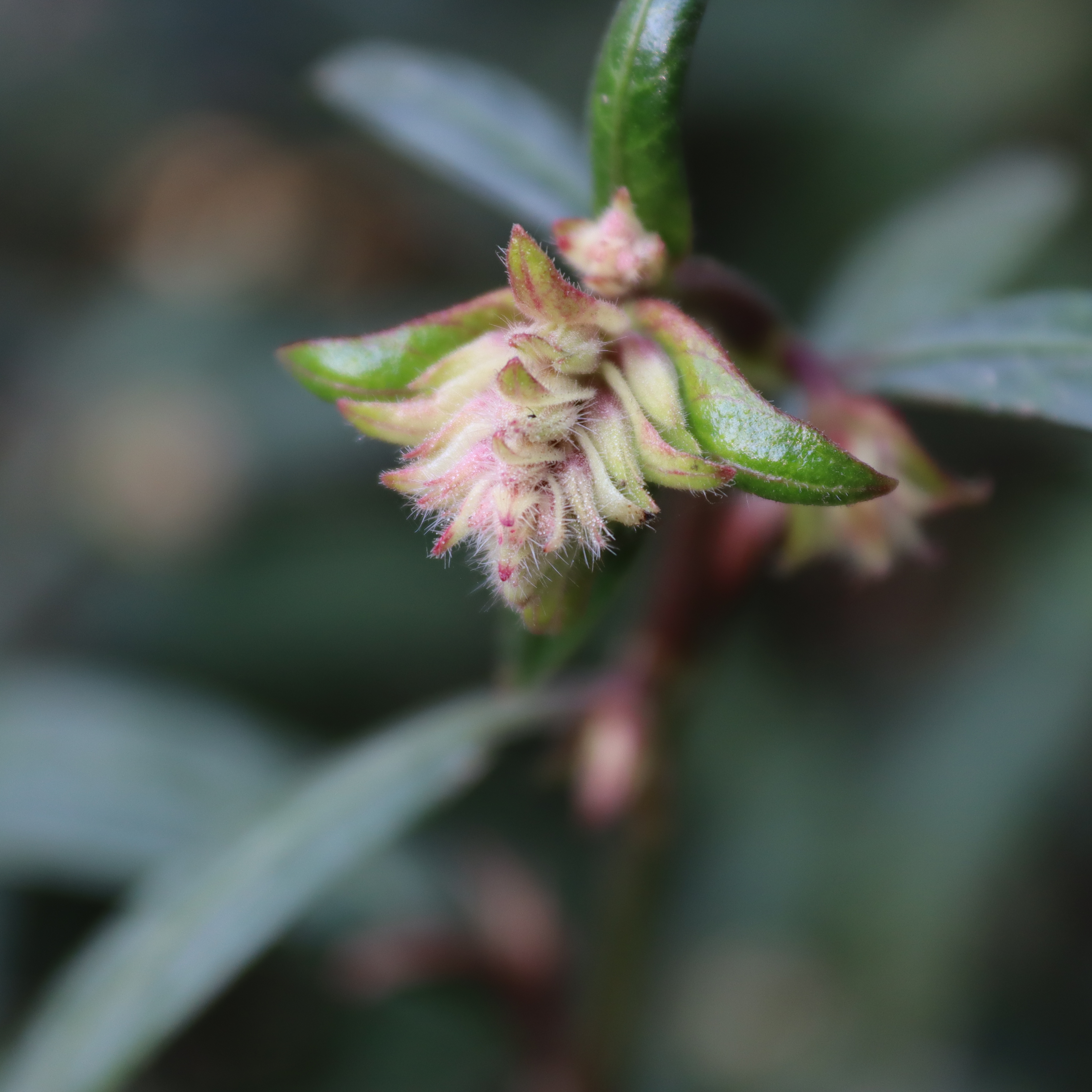
Cụm hoa dạng bông dày ở đầu cành